# 护士排班问题
护士排班问题（英語：nurse rostering problem，NRP）也被称为护士调度问题（英語：nurse scheduling problem，NSP），是为运筹学领域的问题，旨在为医院護理人員找到最佳排班方式。此类问题通常具有一组必须要遵守的硬性约束条件，以及一组弹性约束条件，旨在确保排班的质量。此类调度问题也可以用于研究其他类别的调度问题。
尽管早在20世纪50年代人们就开始借助电脑来给护士排班，但现今的护士排班问题是在1976年两份同期出版的期刊中所提出的。显而易见的是，此类问题为NP困难问题。

## 问题描述
护士排班问题涉及护士轮班以及假期的分配，每个护士都有自己的需求和条件，医院亦是如此。因此需要排出一个轮班表，既能保障护士的权益，又能符合医院的需要。在传统的护士排班问题上，分为早班、夜班以及深夜班。

## 约束条件
此类问题的约束条件分为两类，其中一类为硬性约束条件，一旦排定的轮班表违反了这些条件，其结果便完全不能采用。另一种条件是弹性条件，最好满足，但即使不满足也不是问题。硬性约束通常包括轮班规范（例如时间段要求）、每个护士每天的工作时间不得超过一个轮班，以及所有患者都应享受到医疗服务。而不同护士之间的资历差异也有可能构成硬性约束条件。弹性约束条件可能包括一周内分配给特定护士的最少和最大轮班数、每周工作时间、连续工作天数、连续休息天数等。个别护士的轮班偏好可以成为弹性约束条件，但也有可能成为硬性约束条件。

## 求解方式
此类问题的求解运用了多种求解方式，包括数学上精确的求解方案和使用分解方法的各种启发式算法、并行计算、随机优化、遗传算法、蚁群算法、模拟退火、量子退火、禁忌搜索以及坐标下降法。
伯克等人于2004年总结了护士排班问题的学术研究现状，其中包括对当时已发表的各种解决方案进行了简要介绍。